# Disability Pride
Disability Pride ist ein Anglizismus, durch den eine in den USA entstandene soziale Bewegung bezeichnet wird, die „stolze“ (engl. pride) Menschen mit Behinderung (engl. disability) vereinigen soll. Ziel der Bewegung ist es, wegzukommen „vom Mitleid und den ausschließlich medizinischen Erklärungen und hin zu Barrierefreiheit, Inklusion und Selbstbestimmung.“ Es ist unüblich, auf Deutsch die Begriffe „Behinderungsstolz“ oder „Behindertenstolz“ zu benutzen.
Der Begriff „Disability Pride“ drückt die Idee aus, dass Menschen mit Behinderung stolz auf ihre Identität als solche Menschen sein können und sollen.

## Geschichte der Bewegung
In den 1970er Jahren wurde disability rights movement in den USA zu einer bedeutsamen Kraft; ermutigt wurde die Bewegung von den Beispielen der afroamerikanischen Bürgerrechtsbewegung und von der zweiten Welle der Frauenbewegung, die in den späten 1960ern begann. Landesweite Sit-ins vor Regierungsgebäuden wurden 1977 von der American Coalition of Citizens with Disabilities organisiert. Sie führten zu Veränderungen des Rehabilitation Acts von 1973. Vor der Verabschiedung des Americans with Disabilities Acts im Jahr 1990 war dies das wichtigste Gesetz, mit dem die Situation von Menschen mit Behinderung geregelt wurde.
Ebenfalls nach dem Vorbild der Bürgerrechtsbewegung (vgl. James Browns Hit Say It Loud – I'm Black And Proud), aber auch nach dem Vorbild von Gay Pride entwickelte sich in den USA die „Disability Pride“-Bewegung. Eng verwandt mit der „Disability Pride“-Bewegung ist die Mad-Pride-Bewegung, deren Kern Menschen mit Psychiatrie-Erfahrungen bilden.

## Der Stolz behinderter Menschen und seine Entstehung

### Psychologische Erklärung der Entstehung von Stolz
Carol J. Gill („Department of Disability and Human Development“ an der „University of Illinois at Chicago (UIC)“) beschrieb 1997 in einem vierstufigen Modell, wie sich eine neue, stolze Identität behinderter Menschen herausbildet.
- Der grundlegende Schritt sind für Carol Gill die Erkenntnis, trotz der Behinderung zur Gesellschaft zu gehören, sowie der Wille, sich einen Platz in ihr zu behaupten.
- Im zweiten Schritt beginne der Prozess der Identifikation. In ihm gehe es um die Auseinandersetzung mit der Zugehörigkeit zu „den Behinderten“. Es entstehe das Gefühl, nicht mehr allein mit Behinderung zu sein und „Verbündete“ zu haben.
- Die Transformation der Werte und der Austausch mit anderen behinderten Menschen ermögliche dem Selbst (wieder), ein Gefühl der Ganzheit und Intaktheit zu empfinden.
- Die letzte Stufe bedeutet für Gill schließlich das „Coming out“. Das positiv gewendete Ringen mit der Behinderung und ihrer Abwertung durch die Gesellschaft schaffe „befreitere“ Beziehungen zur dominanten Kultur. Die „offene, unverhüllte und selbstbewusste Zugehörigkeit zur Gruppe der Behinderten“ ermögliche, nicht mehr in Konflikt mit dem „beschämenden“ Teil der eigenen Identität zu stehen.[6]

Der Historiker und Disability-Studies-Forscher Paul Longmore beschrieb 1995 diese Form der kollektiven Identitätsbildung als „zweite Phase der Behindertenbewegung“, die auf die erste Phase des Kampfes für Gleichheit folgen müsse: „Die Proklamation von disability und deaf pride und die Entstehung einer Kultur von behinderten und gehörlosen Menschen drückt eine politische Identität aus. Es ist eine Affirmation, ein Feiern von dem, was wir sind, nicht trotz der Behinderung oder Gehörlosigkeit, sondern genau deswegen. Diese zwei Phasen der Behindertenbewegung gehören zusammen, jede ist essentiell für die andere. Zusammen erklären sie, wer wir sind und wo wir hingehen werden.“

### „Coming out“ des Stolzes in der Realität
Die Initiative „Disability Pride – Aus Scham wird Stolz“ der „Interessenvertretung Selbstbestimmt Leben in Deutschland e. V. (ISL)“ setzte den titelgebenden Anspruch in einem dreijährigen Projekt um. Dieses wurde von der Aktion Mensch gefördert. Im ersten Projektjahr (2013) sollten Betroffene lernen, wegzukommen „von der Suche nach körperlichen Fehlern und dem Überwinden der eigenen Beeinträchtigung oder chronischen Erkrankung hin zu einer Anerkennung, dass die Gesellschaft vielfältig ist und zu dieser Gesellschaft auch behinderte Menschen ganz und gar dazugehören“. Im zweiten Projektjahr (2014) gab es sogenannte Empowerment-Trainings für behinderte Menschen: Diese Seminare boten behinderten und chronisch kranken Menschen die Möglichkeit, Wege zu ihren eigenen Stärken und Fähigkeiten zu finden und diese Fähigkeiten wiederzubeleben, auch mit Hilfe der Stärkung durch die Gruppe. Im zweiten Projektjahr wurde auch eine Anleitung für die „Outing-Beratung“ erarbeitet, die dann an die Zentren für Selbstbestimmtes Leben weitergegeben wurde. Im dritten Projektjahr (2015) gab es eine Parade, mit der sich behinderte Menschen in ihrer Vielfalt feierten.
Spiegel Online interviewte 2020 Inklusionsaktivistin Luisa L'Audace, eine deutsche Anhängerin von „Disability Pride“, an deren Beispiel der Lernprozess erkennbar sei: „Das Wort ‚behindert‘ wurde viele Jahre durch den Dreck gezogen.“ Daher habe L'Audace begonnen, es zu vermeiden. Mittlerweile denke sie anders: „‚Behindert‘ heißt nicht dumm, ‚behindert‘ heißt nicht hässlich oder Mensch zweiter Klasse […]. ‚Behindert‘ bedeutet einfach nicht der Norm entsprechend.“ „Behindert“ sei „unser Wort[,] und wenn das andere Menschen missbrauchen müssen, dann ist das so. […] Aber dann müssen wir dafür sorgen, dass es wieder in unsere Hände gerät[,] und den Menschen dazu einen positiveren Impact geben.“
Christine Riegler bekannte sich 2015 dazu, dass sie „jetzt Identitätspolitik“ betreibe. „Das selbstbewusste Darlegen der eigenen Sicht der Dinge ist eine von mir gewählte Möglichkeit, mit der ich der gesellschaftlichen Nicht-Anerkennung begegne. Mein Selbstbild hat sich gewandelt, ich habe als Rollstuhlfahrerin einen Emanzipationsprozess durchlaufen, nicht nur, aber vor allem auch durch die Identifikation mit Mitgliedern der Behindertenbewegung und durch ein Gefühl der Zugehörigkeit zu einer von einer gesellschaftlichen Mehrheit diskriminierten Minderheit.“ Auslöser des Wandels sei die Teilnahme der Autorin an der Berliner „Disability Pride-Parade“ 2014 gewesen.

## Ausdrucksformen
Ausdruck des Stolzes der Anhänger von „Disability Pride“ sind vor allem Disability Pride Parades und Disability Pride Months bzw. -Weeks. Wegen der COVID-19-Pandemie gab es 2020 überwiegend von „Disability Pride“ organisierte Online-Veranstaltungen, z. B. das „Disability Pride Brighton Online Festival“ im englischen Brighton.

### „Disability Pride“-Paraden
Die ersten beiden „Disability Pride“-Paraden fanden 1990 und 1991 in Boston (Massachusetts) statt. Nach dem Tod von deren Organisatorin gab es dreizehn Jahre lang keine „Disability Pride“-Umzüge. 2004 kam es in Chicago zu einem neuen Versuch, eine Parade zu organisieren; 2000 Menschen nahmen an ihr teil. Weitere Städte in den USA folgten seitdem. Inzwischen gibt es „Disability Pride“-Paraden in vielen Teilen der Welt, darunter auch in Deutschland, Österreich und der Schweiz. In Berlin veranstaltet die „Disability Pride“- gemeinsam mit der Mad Pride-Bewegung seit 2013 Paraden unter dem Namen „Behindert und verrückt feiern“. Die erste „Powerparade“ genannte „Disability Pride“-Parade in Österreich fand am 21. Juni 2018 in Wien statt. Den ersten „Disability Pride“-Umzug in der Schweiz gab es am 7. September 2019 in Zürich.
Nach Aussagen des Leiters der „Disability Pride“-Parade 2010 in Chicago sind solche Paraden in erster Linie nicht als politische Demonstrationen konzipiert, sondern als Feier der „disability community“. An anderen Orten betrachtet man „Disability Pride“-Paraden durchaus (auch) als Instrument zur Durchsetzung der Rechte von Menschen mit Behinderung.

### „Disability Pride“-Wochen und -Monate
Seit 2015 findet in New York City regelmäßig ein „Disability Pride Month“ statt. Anlass seiner Etablierung war der 25. Jahrestag der Verabschiedung des „Americans with Disablitiy Act (ADA)“ im Jahr 1990. Auch in anderen Städten innerhalb und außerhalb der USA wird der „Disability Pride Month“ gefeiert. In Neuseeland findet eine „Disability Pride Week“ statt.
In Großbritannien findet alljährlich eine „Disability Pride“-Woche in Form von Feiern unter dem Motto „Learning Disability Pride“ statt.

## Symbole der Bewegung
Es gibt mehrere Flaggen, die Menschen mit Behinderung, ihren Stolz und ihren Kampf um Teilhaberechte symbolisieren sollen.
Der oben erwähnten, 2013 verfassten Information der ISL ist eine Regenbogenflagge beigefügt, auf der die New Yorker Freiheitsstatue im Rollstuhl zu sehen ist.

„Disability Pride Flag“ von Ann Magill

Ausdrücklich der „Disability Pride“-Bewegung widmete 2019 Ann Magill eine von ihr gestaltete Flagge. Der Hintergrund der Flagge ist fast schwarz. Einem Bündel von Blitzen gleich ziehen sich fünf schmale Streifen von oben links nach unten rechts. Für sie werden die Farben hellblau, gelb, weiß, rot und grün verwendet. Zwischen den Streifen befinden sich schmale Bänder in demselben annähernd schwarzen Farbton. Das schwarze Feld steht für die Trauer über diejenigen, die unter ableistischer Gewalt gelitten haben oder gestorben sind, und für Rebellion. Der Zickzackverlauf steht für die Art, wie Menschen mit Behinderung genötigt sind, sich um Barrieren herum zu bewegen, und ihre Kreativität bei der Bewältigung dieser Aufgabe. Die fünf Farben symbolisieren die verschiedenen Formen von Behinderung sowie die Bedürfnisse und Erfahrungen der Betroffenen: Psychiatrische Erkrankungen, Neurodiversität, unsichtbare und nicht diagnostizierte Behinderungen, Körperbehinderungen und Sinnesbehinderungen. Die Parallelität der Streifen soll Solidarität innerhalb der Gemeinschaft Behinderter signalisieren, trotz der Unterschiede zwischen den Betroffenen.

“Bandera de la Superación y la Discapacidad”

Weltweit soll eine Flagge eingesetzt werden, die 2017 von Eros Recio, einem spanischen Tänzer mit Down-Syndrom, gestaltet wurde. Es handelt sich um eine Trikolore in den Farben Gold, Silber und Bronze. Zu der Farbgebung wurde Recio durch die Medaillen der Paralympischen Spiele inspiriert. Es sind zwar Farben, mit denen die drei Besten in einem sportlichen Wettbewerb ausgezeichnet werden, die Farbwahl soll aber dennoch nicht im Sinne der Meritokratie verstanden werden, bei der die Leistungen einzelner besonders Fähiger betont werden sollen. Vielmehr sollen die Farben für den Sieg der Behindertenbewegung stehen, der den zur Schau gestellten Stolz der Menschen mit Behinderung rechtfertige. Recio nannte die Flagge anfangs „Bandera de la discapacidad“ („Flagge der Behinderung“) Später wurde sie in „Bandera de la Superación y la Discapacidad“ („Flagge der Überwindung und Behinderung“) umbenannt.

## Verhältnis zu der Bewegung „People First“
Die Bewegung People First entstand 1968 in Schweden. Die Hauptstrategie dieser Bewegung liegt darin, ein anderes, respektvolles Sprechen über Menschen mit Behinderungen durchzusetzen und dadurch einen Bewusstseinswandel in der Bevölkerung zu bewirken. Anhänger der Bewegung setzen sich auch für Verbesserungen der Lage von Menschen mit Behinderung und für eine Verwirklichung ihrer inzwischen von den Vereinten Nationen anerkannten Rechte ein.
Als größter Erfolg der Bewegung „People First“ gilt es, dass sie das Formulierungsschema „Mensch mit…“ für die Betroffenen weltweit weitgehend durchgesetzt hat.
Es gibt eine Vielzahl von Gemeinsamkeiten zwischen den Bewegungen „People First“ und „Disability Pride“. So war z. B. ein Anführer der „People First“-Bewegung in Großbritannien im Rahmen der Disability Pride Week 2020 Leiter der Kampagne „Learning Disability Pride“.
Allerdings gibt es in den Reihen von „Disability Pride“-Anhängern auch Kritik an „People First“. So erzeuge die Standardformulierung „Person with… / Mensch mit…“ die Vorstellung, der auf „with / mit“ folgende Zusatz sei eine Art „Accessoire“, das man bei Bedarf ablegen könne (wie den Kinderwagen, mit dem ein durch diesen beeinträchtigter Mensch nicht durch eine Drehtür als Barriere hindurchkommt). Die Behinderung sei aber ein fester Bestandteil der Identität des betreffenden Menschen, den der von einer Behinderung betroffene Mensch eben nicht ohne Weiteres „loswerden“ könne. Es empfehle sich daher, an Stelle einer „People-First Language“ eine „Identity-First Language“ zu benutzen.
In Veröffentlichungen der „Interessenvertretung Selbstbestimmt Leben“ in Deutschland hat sich allerdings die Verwendung des von „People First“ vorgeschlagenen umstrittenen Begriffs „Mensch mit Lernschwierigkeiten“ durchgesetzt.